# Adam Ditlev Wedell-Wedellsborg
Adam Ditlev baron Wedell-Wedellsborg (født 1. november 1782 på Wedellsborg, død 3. september 1827 i Kerte) var en dansk amtmand, bror til Joachim Wedell-Wedellsborg.
Han var søn af amtmand, kammerherre, lensgreve Ludvig Frederik Wedell-Wedellsborg og Frederikke Juliane Louise von Klingenberg, blev student 1800, privat dimitteret, 1804 cand. jur., 1806 auskultant i Rentekammerkollegiet, livjæger, 1808 kornet ved det sjællandske ridende jægerkorps, 1809 sekondløjtnant, fra 29. maj 1810 amtmand over Lister og Mandals Amter.